# Napalm Records
Napalm Records is een onafhankelijk platenlabel, gevestigd in Eisenerz, Oostenrijk. Daarnaast heeft Napalm kantoren in Berlijn en Austin, en een medewerker in Canada.

## Geschiedenis
Napalm Records werd in 1992 opgericht door Markus Riedler. In eerste instantie werkte hij vanuit zijn woonkamer; later opende hij een kantoor in Eisenerz. In de beginperiode waren er vooral blackmetalbands op het label, maar in de loop der jaren zijn er ook andere metalbands bijgekomen, waaronder gothic-, folk-/viking- en symphonicmetalbands. Ook zijn er rockbands, zoals Hoobastank, en reguliere folkbands (dus zonder metal/rock), zoals Ye Banished Privateers, te vinden op het label. Sinds de oprichting van Napalm zijn er reeds meer dan 600 albums uitgebracht.
Napalm beschikt over een eigen uitgever, Iron Avantgarde Publishing. Ook beschikt het label over een eigen webwinkel. Daarnaast beschikt Napalm over een sublabel, Draenor Productions, genoemd naar een van de werelden uit World of Warcraft. Op dat label zijn bands uit de genres neoklassiek en darkelectro te vinden. Verder organiseert het label eigen evenementen, zoals Metal on the Hill en Rock in Graz.
In 2015 opende Napalm een kantoor in Berlijn.  In 2016 tekende de band HammerFall een contract.
In januari 2020 tekende rock- en metalband Sumo Cyco een platencontract bij Napalm Records. In november 2020 nam Napalm het Duitse label SPV GmbH over.
In juni 2024 werd op een rotonde op snelweg B115 door het stadsbestuur van Eisenerz een monumentaal sculptuur van het Napalm Records-logo geplaatst.

## Huidige bands en artiesten (selectie)
- Ahab
- Ad Infinitum
- Æther Realm[4]
- Atrocity
- Alestorm
- Alien Weaponry
- Audrey Horne
- Battlelore
- Burning Witches[5]
- Clémentine Delauney
- Crypta[6]
- The Dark Side Of The Moon[7]
- Delain
- Diabulus in Musica
- Dominum
- Edge of Paradise
- Evil Invaders
- Exit Eden
- Feuerschwanz
- God Is an Astronaut
- Gloryhammer[8]
- HammerFall
- Heidevolk
- Hoobastank[9]
- Illumishade
- IGNEA
- John Garcia
- Kamelot
- Legion of the Damned
- Lord of the Lost[10]
- MAMMOTH MAMMOTH
- Månegarm
- Midnattsol
- Moonspell[11]
- Mushroomhead
- Nanowar of Steel
- Nemesea
- Powerwolf
- Russkaja
- Saltatio Mortis
- Satyricon
- Schandmaul[12]
- Serenity
- SETYØURSAILS
- Sisters of Suffocation
- Subway to Sally[13]
- Summoning
- Sumo Cyco
- The Gems
- Trollfest
- Unleash the Archers
- Unleashed
- Van Canto
- Vintersorg
- Visions of Atlantis
- Warbringer
- W.A.S.P.
- Wind Rose
- Wolfpack Unleashed
- Xandria
- Ye Banished Privateers

## Voormalige bands en artiesten
| - Abigor - Belphegor - Brant Bjork - Dargaard - Darkwell - Die verbannten Kinder Evas - Dominion III - Edenbridge - Elis - Enthroned | - Falkenbach - Hollenthon - Kampfar - Korpiklaani - Lacrimas Profundere - Leaves’ Eyes - Paddy and the Rats - Sirenia - The Smashing Pumpkins - Trail of Tears - Stream of Passion | - Svartsot - Tristania - Týr - Vista Chino |